# 1951 في الولايات المتحدة
فيما يلي قوائم الأحداث التي وقعت خلال عام 1951 في الولايات المتحدة.

## أحداث
- 25 أبريل – الخطوط الجوية الكوبية الرحلة 493
- 30 يونيو – الخطوط الجوية المتحدة الرحلة 610

## سياسة

### تعيين في المنصب
- 1 يناير – بوب دول عضو مجلس نواب كنساس.
- 1 يناير – تشارلز ه .راسل حاكم نيفادا  [لغات أخرى]‏.
- 1 يناير – جون هوارد بايل حاكم ولاية أريزونا  [لغات أخرى]‏.
- 1 يناير – روبرت بيرد عضو مجلس ولاية فيرجينيا الغربية.
- 1 يناير – مارك هاتفيلد عضو مجلس نواب أوريغون.
- 3 يناير – جون ديفيس لودج حاكم كونيتيكت  [لغات أخرى]‏.
- 3 يناير – جيمس هندرسون داف عضو مجلس الشيوخ الأمريكي.
- 8 يناير – جونستون موراي حاكم أوكلاهوما [الإنجليزية]‏.
- 16 يناير – جيمس بيرنز حاكم كارولينا الجنوبية [الإنجليزية]‏.
- 23 فبراير – فيلبس فيلبس حاكم ساموا الأمريكية [الإنجليزية]‏.
- 10 ديسمبر – فريد أندرو سيتون عضو مجلس الشيوخ الأمريكي.

### انتهاء فترة المنصب
- 1 يناير – آرثر جريسوولد كرين حاكم وايومنغ  [لغات أخرى]‏.
- 1 يناير – توماس جي. مابري حاكم نيومكسيكو [الإنجليزية]‏.
- 2 يناير – جورج تيودور ميكلسون حاكم داكوتا الجنوبية [الإنجليزية]‏.
- 3 يناير – تشيستر بولز حاكم كونيتيكت  [لغات أخرى]‏.
- 16 يناير – جيمس هندرسون داف حاكم ولاية بنسلفانيا [الإنجليزية]‏.
- 16 يناير – ستروم ثورموند حاكم كارولينا الجنوبية [الإنجليزية]‏.
- 12 سبتمبر – جورج مارشال وزير الدفاع الأمريكي.
- 2 نوفمبر – إدموند موسكي عضو مجلس نواب مين.

## رياضة
- 1 يناير – إنديانابوليس 500 سنة 1951

## ظهور
- 1 يناير – غريب في أرض غريبة رواية من تأليف روبرت أنسون هيينلين.

## أفلام
من الأفلام التي صدرت هذه السنة في الولايات المتحدة:
- 1 يناير – أمريكي في باريس من إخراج فنسنت مينيلي.
- 1 يناير – الملكة الإفريقية من إخراج جون هيوستن.
- 1 يناير – الوضع الراهن من إخراج ميرفين لوروا.
- 1 يناير – عربة اسمها الرغبة من إخراج إيليا كازان.
- 1 يناير – قرار ما قبل الفجر من إخراج أناتول ليتفاك.
- 1 يناير – كاروسو العظيم من إخراج ريتشارد ثورب.
- 1 يناير – مكان في الشمس من إخراج جورج ستيفنز.
- 1 يناير – ها قد أتى العروس من إخراج فرانك كابرا.

## كتب
من الكتب التي صدرت هذه السنة في الولايات المتحدة:
- 1 يناير – أصول الشمولية من تأليف حنة آرنت.
- 1 يناير – المؤمن الصادق من تأليف إريك هوفر.
- 16 يوليو – الحارس في حقل الشوفان من تأليف جيروم ديفيد سالينجر.

## مواليد

### يناير
- 1 يناير – تيري جونز سياسي أمريكي.
- 1 يناير – جيرالد فايرستاين دبلوماسي أمريكي.
- 1 يناير – دان أندرسون لاعب كرة سلة أمريكي.
- 1 يناير – دوغلاس مينك عالم فلك أمريكي.
- 1 يناير – راديا بيرلمان عالِمة حاسوب من الولايات المتحدة الأمريكية.
- 1 يناير – سكوت جريشن ضابط من الولايات المتحدة الأمريكية.
- 1 يناير – فريد هوشبرج
- 1 يناير – كيفن غليس
- 1 يناير – مارثا بي هاينز عالمة فلك أمريكية.
- 1 يناير – مايك دنكان سياسي أمريكي.
- 1 يناير – مايكل هاميلتون مورجان كاتب أمريكي.
- 1 يناير – يوجين دبليو هيكوك سياسي أمريكي.
- 4 يناير – بوب مورس لاعب كرة سلة أمريكي.
- 5 يناير – نبيل فهمي دبلوماسي مصري.
- 8 يناير – جون مكتيرنان
- 9 يناير – إم إل كار
- 12 يناير – كريستي آلي
- 14 يناير – رون بهاجن لاعب كرة سلة أمريكي.
- 15 يناير – إيرني ديجريجوريو لاعب كرة سلة أمريكي.
- 15 يناير – بوبي ويلسون لاعب كرة سلة أمريكي.
- 19 يناير – غاري ميلتشيوني لاعب كرة سلة أمريكي.
- 19 يناير – نيت هاوثورن لاعب كرة سلة أمريكي.
- 21 يناير – إريك هولدر
- 22 يناير – ألفيدا كينغ
- 23 يناير – ديفيد باتريك كيلي
- 25 يناير – بيل فيولا
- 30 يناير – تشارلز س. دوتون
- 31 يناير – لاري ماكنيل لاعب كرة سلة من الولايات المتحدة الأمريكية.

### فبراير
- 5 فبراير – أونيل كومبتون ممثل أمريكي.
- 11 فبراير – مايكل أوكرلوند ليفيت سياسي أمريكي.
- 12 فبراير – توم إينجيلسبي لاعب كرة سلة أمريكي.
- 18 فبراير – ديك ستوكتون لاعب كرة مضرب أمريكي.
- 18 فبراير – غوس بيلي لاعب كرة سلة أمريكي.
- 20 فبراير – إدوارد ألبرت
- 21 فبراير – إريك فان ديلين لاعب كرة مضرب أمريكي.
- 22 فبراير – تيد ماناكاس لاعب كرة سلة أمريكي.
- 23 فبراير – إدي دبس لاعب كرة مضرب من الولايات المتحدة.
- 23 فبراير – باتريشيا ريتشاردسون ممثلة أمريكية.

### مارس
- 1 مارس – سكوت روس موسيقي أمريكي.
- 6 مارس – ستيدمان غراهام
- 17 مارس – كيرت راسل ممثل أمريكي.
- 18 مارس – مايك غوميز ممثل أمريكي.
- 20 مارس – ديريك ديكي لاعب كرة سلة أمريكي.
- 21 مارس – ستيفن جونسون عالم طبيعة من الولايات المتحدة الأمريكية.
- 24 مارس – إيرل ويليامز
- 24 مارس – تومي هيلفيغر مصمم من الولايات المتحدة الأمريكية.
- 26 مارس – كارل ويمان
- 29 مارس – روجر ميرسون عالم اقتصاد أمريكي.

### أبريل
- 1 أبريل – تيم باسيت لاعب كرة سلة أمريكي.
- 1 أبريل – جون أبي زيد ضابط من الولايات المتحدة الأمريكية.
- 4 أبريل – غاري هيل فنان أمريكي.
- 5 أبريل – دين كامين
- 7 أبريل – بو لامار لاعب كرة سلة أمريكي.
- 12 أبريل – توم نونان
- 13 أبريل – جون فوري ممثل أمريكي.
- 15 أبريل – جون إلين فيليبس رائد فضاء أمريكي.
- 15 أبريل – مارشا ايفينز
- 18 أبريل – غوين مور سياسية أمريكية.
- 21 أبريل – توني دانزا
- 21 أبريل – مايكل فريدمان
- 22 أبريل – روبن بارتليت ممثلة أمريكية.
- 29 أبريل – دايل إيرنهارت

### مايو
- 3 مايو – كريستوفر كروس
- 5 مايو – نيكولاس غيست
- 8 مايو – كوبر هوكابي ممثل أمريكي.
- 8 مايو – مايك دي أنتوني
- 9 مايو – لويد باتس لاعب كرة سلة أمريكي.
- 11 مايو – باري برخيل
- 12 مايو – جورج كارل
- 15 مايو – فرانك ويلكزك
- 19 مايو – فيكتوريا تشابلن
- 20 مايو – توماس أكيرز رائد فضاء أمريكي.
- 21 مايو – آل فرانكن سياسي أمريكي.
- 21 مايو – فوتس ووكر لاعب كرة سلة أمريكي.
- 22 مايو – كينيث بيانكي قاتل متسلسل من الولايات المتحدة الأمريكية.
- 26 مايو – سالي رايد
- 28 مايو – لوي نيلسون لاعب كرة سلة من الولايات المتحدة الأمريكية.
- 29 مايو – بيتر تشرنين
- 30 مايو – ستيف كروليفيتز لاعب كرة مضرب أمريكي.
- 30 مايو – ستيفين توبولوسكي
- 31 مايو – جاك جيلبين ممثل أمريكي.

### يونيو
- 2 يونيو – جيلبرت بيكر فنان أمريكي.
- 2 يونيو – دينيس بيل لاعب كرة سلة أمريكي.
- 5 يونيو – جيل بايدن
- 7 يونيو – مايك راتليف لاعب كرة سلة أمريكي.
- 9 يونيو – براين تايلور لاعب كرة سلة أمريكي.
- 9 يونيو – جيمس نيوتن هاورد ملحن أمريكي.
- 9 يونيو – ديف باركر لاعب كرة قاعدة من الولايات المتحدة الأمريكية.
- 10 يونيو – بن كلايد لاعب كرة سلة أمريكي.
- 13 يونيو – فريد سوندرز لاعب كرة سلة أمريكي.
- 15 يونيو – تيم كولسيري ممثل أمريكي.
- 16 يونيو - دان سوليفان، سياسي أمريكي.
- 21 يونيو – جيم دوغلاس سياسي أمريكي.
- 27 يونيو – جوليا دفي
- 27 يونيو – سيدني م. جوتيريز رائد فضاء أمريكي.
- 27 يونيو – كيفن جويس لاعب كرة سلة من الولايات المتحدة الأمريكية.
- 29 يونيو – دون روزا فنان قصص مصورة من الولايات المتحدة الأمريكية.
- 30 يونيو – ستيفن إس أوزوالد رائد فضاء أمريكي.

### يوليو
- 1 يوليو – توم كوزيلكو لاعب كرة سلة أمريكي.
- 4 يوليو – كاثلين كينيدي تاونسند سياسية أمريكية.
- 8 يوليو – أنجيليكا هيوستن
- 9 يوليو – كريس كوبر ممثل أمريكي.
- 10 يوليو – ألي مغوير لاعب كرة سلة أمريكي.
- 12 يوليو – براين جرازير منتج أفلام أمريكي.
- 12 يوليو – شيريل لاد
- 15 يوليو – جيسي فنتورا سياسي أمريكي.
- 16 يوليو – دان بريكلن
- 17 يوليو – لوسي أرناز
- 17 يوليو – مارك بودن كاتب أمريكي.
- 21 يوليو – روبن ويليامز
- 22 يوليو – سليك واتس لاعب كرة سلة من الولايات المتحدة الأمريكية.
- 23 يوليو – إدي مكلورغ
- 23 يوليو – مايكل ماكونوهي
- 26 يوليو – فيل هانكينسون لاعب كرة سلة أمريكي.
- 26 يوليو – وليام مكارثر رائد فضاء أمريكي.
- 28 يوليو – دوغ كولينز

### أغسطس
- 2 أغسطس – إستيبان دي خيسوس
- 6 أغسطس – مايك غرين لاعب كرة سلة أمريكي.
- 12 أغسطس – تشارلز برادي رائد فضاء أمريكي.
- 23 أغسطس – ألان بريستو
- 23 أغسطس – نور الحسين ملكة أردنية، عقيلة الملك الحسين بن طلال.
- 24 أغسطس – أورسن سكوت كارد
- 26 أغسطس – إدوارد ويتن
- 30 أغسطس – تيموثي بوتومز
- 31 أغسطس – ريك فرانكونا ضابط من الولايات المتحدة الأمريكية.

### سبتمبر
- 2 سبتمبر – مارك هارمون
- 2 سبتمبر – هارفي كاتشينجس لاعب كرة سلة أمريكي.
- 4 سبتمبر – كيفن ستاكوم لاعب كرة سلة أمريكي.
- 5 سبتمبر – مايكل كيتون ممثل أمريكي.
- 6 سبتمبر – ويليام بلاك
- 7 سبتمبر – مارك إشام
- 8 سبتمبر – توم غوليكسون لاعب كرة مضرب من الولايات المتحدة.
- 8 سبتمبر – تيم غوليكسون لاعب كرة مضرب من الولايات المتحدة.
- 11 سبتمبر – جوني نيومان
- 12 سبتمبر – جو بانتوليانو ممثل أمريكي.
- 13 سبتمبر – جين سمارت
- 17 سبتمبر – آل كارلسون لاعب كرة سلة أمريكي.
- 17 سبتمبر – كيرميت واشنطن
- 18 سبتمبر – بن كارسون سياسي أمريكي.
- 21 سبتمبر – بروس آرينا
- 22 سبتمبر – آرثر أوكس سولزبيرجر الابن
- 25 سبتمبر – بوب مكادو مدرب كرة سلة أمريكي، ولاعب سابقًا.
- 25 سبتمبر – مارك هاميل
- 28 سبتمبر – مايك تيبو مدرب كرة سلة من الولايات المتحدة الأمريكية.

### أكتوبر
- 2 أكتوبر – إدوارد كولب
- 2 أكتوبر – سام بيلوم لاعب كرة سلة من الولايات المتحدة الأمريكية.
- 3 أكتوبر – كاثرين سوليفان
- 4 أكتوبر – تراك روبنسون لاعب كرة سلة أمريكي.
- 5 أكتوبر – كارين ألين
- 6 أكتوبر – كيري بنتيفوليو سياسي أمريكي.
- 9 أكتوبر – ريتشارد شافيز ممثل أمريكي.
- 11 أكتوبر – بروس بارتليت مؤرخ أمريكي.
- 12 أكتوبر – إد رويس سياسي أمريكي.
- 15 أكتوبر – روسكو تانر لاعب كرة مضرب من الولايات المتحدة.
- 19 أكتوبر – دوغلاس بالمر سياسي أمريكي.
- 26 أكتوبر – جوليان شنابل
- 29 أكتوبر – ديرك كيمبثورن سياسي من الولايات المتحدة الأمريكية.
- 30 أكتوبر – هاري هاملين

### نوفمبر
- 5 نوفمبر – جيف روفين روائي من الولايات المتحدة الأمريكية.
- 6 نوفمبر - باتريك تايلر، صحفي أمريكي.
- 8 نوفمبر – ويلبر هولاند لاعب كرة سلة أمريكي.
- 9 نوفمبر – لو فيريغنو ممثل أمريكي.
- 10 نوفمبر – جون ويليامسون لاعب كرة سلة من الولايات المتحدة الأمريكية.
- 11 نوفمبر – كيفن كونرت لاعب كرة سلة أمريكي.
- 11 نوفمبر – كيم بيك
- 15 نوفمبر – بيفيرلي دي أنجيلو
- 17 نوفمبر – دينيسي مارتن
- 17 نوفمبر – ستيفن روت
- 23 نوفمبر – آرون نوريس
- 25 نوفمبر – دين تولسون لاعب كرة سلة أمريكي.
- 27 نوفمبر – كاثرين بيغلو
- 28 نوفمبر – باربرا مورغان
- 28 نوفمبر – بوبي شاكون ملاكم من الولايات المتحدة الأمريكية.

### ديسمبر
- 1 ديسمبر – تريت ويليامز ممثل أمريكي.
- 1 ديسمبر – جاكو باستوريوس
- 3 ديسمبر – جيم بروير
- 3 ديسمبر – مايك بانتوم لاعب كرة سلة من الولايات المتحدة الأمريكية.
- 7 ديسمبر – باتريك مكفارلاند لاعب كرة سلة من الولايات المتحدة الأمريكية.
- 8 ديسمبر – بل برياسون مؤلف أمريكي.
- 10 ديسمبر – مايك سيلفستر
- 11 ديسمبر – بيلي شيفر لاعب كرة سلة من الولايات المتحدة الأمريكية.
- 12 ديسمبر – غريغ لي
- 14 ديسمبر – نورتون أ. شوارتز ضابط من الولايات المتحدة الأمريكية.
- 16 ديسمبر – بيل جونسون
- 16 ديسمبر – جيمي فوستر لاعب كرة سلة أمريكي.
- 16 ديسمبر – يان فان بريدا كولف
- 18 ديسمبر – ألفين روث
- 18 ديسمبر – بوبي جونز لاعب كرة سلة من الولايات المتحدة الأمريكية.
- 19 ديسمبر – ليونارد غراي لاعب كرة سلة أمريكي.
- 20 ديسمبر – فيل لومبكين
- 22 ديسمبر – طوني إيزابيلا
- 23 ديسمبر – كيفن ريستاني لاعب كرة سلة أمريكي.
- 28 ديسمبر – جون جراي
- 31 ديسمبر – كيني روبرتس متسابق دراجات نارية من الولايات المتحدة الأمريكية.

## وفيات

### يناير
- 1 يناير – تشارلز ديتي آرون (مواليد 1866) طبيب من الولايات المتحدة الأمريكية.
- 8 يناير – أوغدن كودمان (مواليد 1863) مهندس معماري من الولايات المتحدة الأمريكية.
- 10 يناير – سنكلير لويس (مواليد 1885)
- 18 يناير – جاك هولت (مواليد 1888)

### مارس
- 25 مارس – أوسكار ميشو (مواليد 1884)
- 26 مارس – جيمس أف. هينكل (مواليد 1864) سياسي أمريكي.

### أبريل
- 23 أبريل – تشارلز جيتس دوز (مواليد 1865) سياسي أمريكي.

### مايو
- 7 مايو – وارنر باكستر (مواليد 1889)
- 19 مايو – بيلي بينيت (مواليد 1874)

### يونيو
- 1 يونيو – مونتي كولينز (مواليد 1898)
- 21 يونيو – تشارلز ديلون بيرين (مواليد 1867) عالم فلك أمريكي.

### يوليو
- 1 يوليو – جون تيودور بوتشولز (مواليد 1888) عالم نبات أمريكي.
- 5 يوليو – جيمس نورمان هال (مواليد 1887) مؤلف أمريكي.
- 24 يوليو - ألبرت كومبس بارنز، كيميائي أمريكي.

### أغسطس
- 3 أغسطس – أوسكار أي بلاند (مواليد 1877) سياسي أمريكي.
- 14 أغسطس – ويليام راندولف هارست (مواليد 1863) سياسي أمريكي.
- 28 أغسطس – روبرت والكر (مواليد 1918) ممثل أمريكي.
- 28 أغسطس – مارغريت كلاي فيرغسون (مواليد 1863) عالمة نبات أمريكية.

### سبتمبر
- 7 سبتمبر – جون الفرنسية سلون (مواليد 1871) رسام أمريكي.
- 29 سبتمبر – برادلي باركر (مواليد 1883)

### أكتوبر
- 4 أكتوبر – هنريتا لاكس (مواليد 1920)
- 28 أكتوبر – جورج جاسك (مواليد 1891)
- 29 أكتوبر – روبرت غرانت أيتكن (مواليد 1864) عالم فلك من الولايات المتحدة الأمريكية.
- 30 أكتوبر – توماس ماثيو بيري (مواليد 1879) سياسي من الولايات المتحدة الأمريكية.

### نوفمبر
- 15 نوفمبر – روبرت إليوت (مواليد 1879)
- 27 نوفمبر – كينغسلي بينيديكت (مواليد 1878) ممثل من الولايات المتحدة الأمريكية.

### ديسمبر
- 5 ديسمبر – جو جاكسون الحافي (مواليد 1888) لاعب بيسبول أمريكي.
- 6 ديسمبر – هارولد روس (مواليد 1892) صحفي أمريكي.
- 12 ديسمبر – بيل باتون (مواليد 1894) ممثل أمريكي.